# Halsnøy
 For alternative betydninger, se Halsnøy (flertydig). (Se også artikler, som begynder med Halsnøy)
59°45′56″N 5°45′59″Ø / 59.76556°N 5.76639°Ø
Halsnøy, eller Halsnøya, er den største ø i en samling af øer i den sydlige del af  Kvinnherad kommune i Vestland fylke i Norge. Det er den mest folkerige ø i kommunen. Indbyggertallet var i 2006  ca. 2.400 mennesker. Øen kaldes ofte for «Perlo» eller «Basarholmen». Byer på øen er Eidsvik, Sæbøvik, Øvrevik, Landamarka, Fjelland, Høylandsbygd, Fatland, Arnavik og Toftevågen.
Sæbøvik regnes som centrum.  Nord for centrum regnes som «utøya», syd for centrum regnes som «innøya».
En af Norges ældste både «Toftebåten» eller «Halsnøybåten» blev fundet på Halsnøy i 1896, og rekonstrueret i  2006.
Naboøerne til Halsnøy er Fjelbergøy og Borgundøy, og der går færge mellem disse tre øer. Sjoøya er en lille ø som hører til Halsnøy. Kolsøya, Toftøya, Blokkebærholmen og andre små øer/holme ligger tæt omkring Halsnøy.

## Turisme
På Halsnøy ligger turistattraktioner som Halsnøy Kloster, «Sæbøvikfestivalen», «Klokkesteinen», «Magnars hage» og «Radiohola».  

### Halsnøy kloster
Halsnøy Kloster er et af Norges ældste  klostre.  Det er et augustinerkloster, og blev bygget af Erling Skakke en gang i 1100-tallet.  Her var der på den tid både sygehus, kirke (tilbedelse), overnatning, fiskeri- og landhandel, og diverse andre arbejdspladser.  Det var augustinermunke og -nonner som tog sig af syge sømænd, soldater, bønder og andre syge mennesker.  I dag er Halsnøy kloster en vigtig turistattraktion. Lige ved klosteret ligger Sunnhordland folkehøjskole.  I klosterhaven kan man stadig finde spor efter urter og andre planter som blev brugt  til medicin i klosteret.
Halsnøy kloster hører til Sunnhordland museum .
Vennelaget for Halsnøy kloster, stiftet i 1986, er en gruppe ildsjæle som arbejder for at vedligeholde klosteret.

## Geografi

### Trafik
Fra Ranavik på nordspidsen af Halsnøy går der færge til Skjærsholmane på Stord eller med hurtigbåd kan man rejse til  Leirvik på Stord, fra Sunde, eller videre til  Bergen.

### Halsnøytunnelen
I marts 2008 åbnede en undersøisk tunnel, Halsnøytunnelen, som går langs havbunden under Høylandssundet, fra Toftevågen på Halsnøy og over til Sunde (i Sunnhordland).

### Bjerge
Svartaberget, Toftåsen, Landaåsen, Ravnakulten, Jamburfjell, Sydnessåta, Håfjell og Tjobergshaugen.

### Søer
Landavatnet, Gravdalsvatnet, Fjellandsvatnet, Kjekavatnet og Fatlandsvatnet.